# Onosma wardii
Onosma wardii là loài thực vật có hoa trong họ Mồ hôi. Loài này được (W.W. Sm.) I.M. Johnst. mô tả khoa học đầu tiên năm 1951.